# 1200-1209
De jaren 1200-1209 (van de christelijke jaartelling) zijn een decennium in de 13e eeuw.

## Meerjarige gebeurtenissen

### Vierde kruistocht

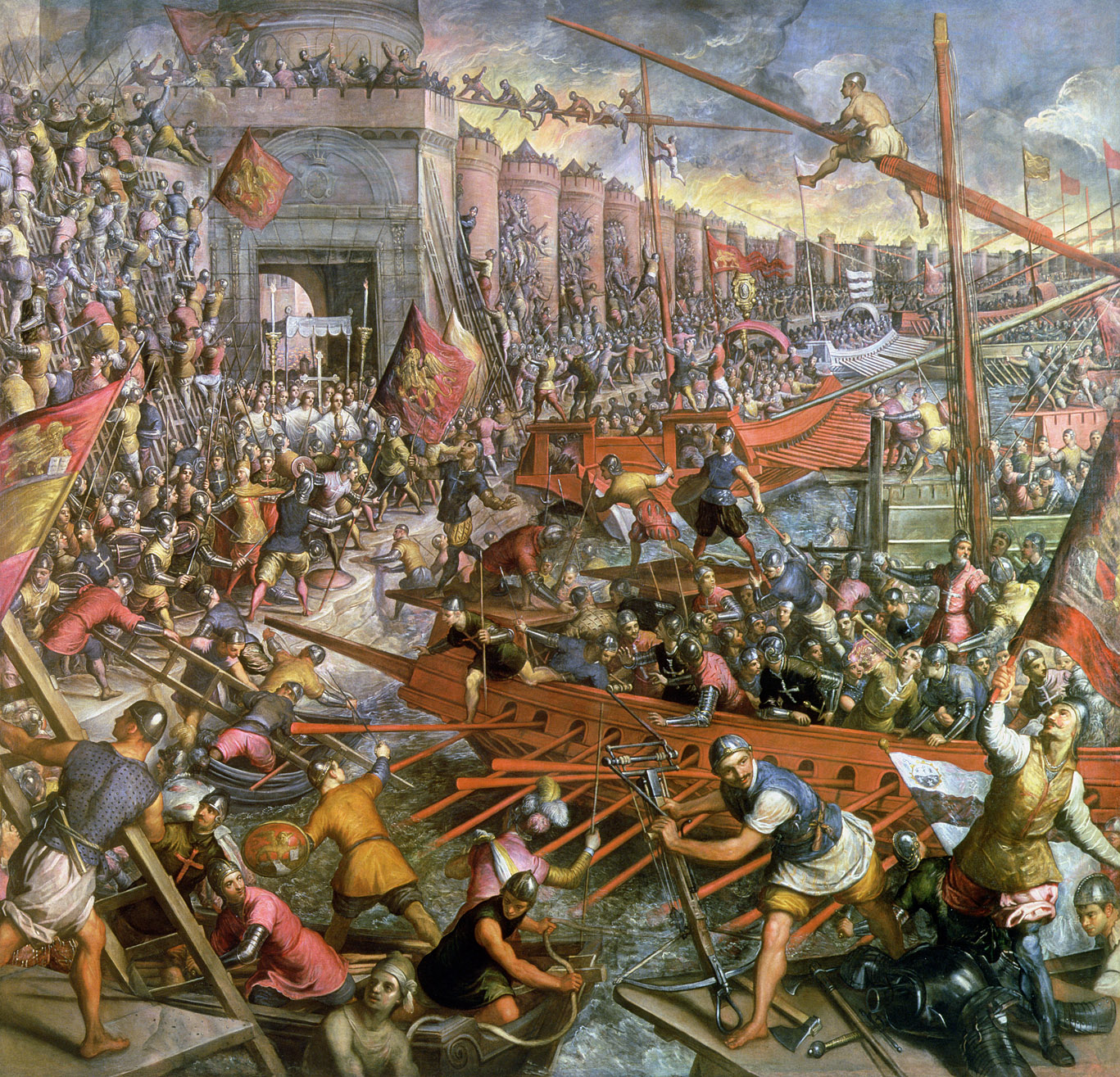
De kruisvaarders nemen Constantinopel in

- 1200 : Theobald III van Champagne, leider van de Vierde Kruistocht sterft, zijn rol wordt overgenomen door Bonifatius I van Monferrato.
- 1201 : Alexios IV Angelos kan ontsnappen uit de gevangenis, vlucht naar het westen en belooft steun voor het heroveren van de Byzantijnse troon.
- 1202 : De republiek Venetië die bereid is om het kruisvaardersleger over te zetten, verneemt dat er niet voldoende geld is om de overtocht te betalen. Venetië doet een voorstel, de kruisvaarders veroveren eerst Zara, een belangrijke havenstad in Dalmatië voor Venetië, daarna veroveren ze Constantinopel voor Alexios IV Angelos en dan Jeruzalem.
- 1203 : Alexios IV en zijn vader Isaäk II Angelos heroveren de Byzantijnse troon.
- 1204 : Alexios IV en zijn vader worden gedood, Alexios V volgt hen op.
- 1204 : Beleg en val van Constantinopel. Alexios V kan de beloftes van zijn voorganger niet inwilligen en de kruisvaarders veroveren de stad. Ze stichten het Latijnse Keizerrijk, met Boudewijn IX van Vlaanderen als keizer.
- 1205 : Slag bij Adrianopel. Boudewijn I van Constantinopel wordt verslagen door tsaar Kalojan van Bulgarije en wordt nooit meer teruggezien. Hij wordt opgevolgd door zijn broer Hendrik van Vlaanderen.
- 1205 : Het voormalige grondgebied van het Byzantijnse Rijk valt uiteen in verschillende deelrijken. Er worden zowel door de Byzantijnen (keizerrijk Trebizonde, keizerrijk Nicaea, despotaat Epirus) als door de kruisvaarders (koninkrijk Thessaloniki, vorstendom Achaje, hertogdom Athene), nieuwe staten gesticht.
- 1206 : De stadstaat Venetië breidt haar invloed in de Middellandse Zee uit met de stichting van het hertogdom Naxos. Ook Kreta komt in Venetiaanse handen.

### Christendom

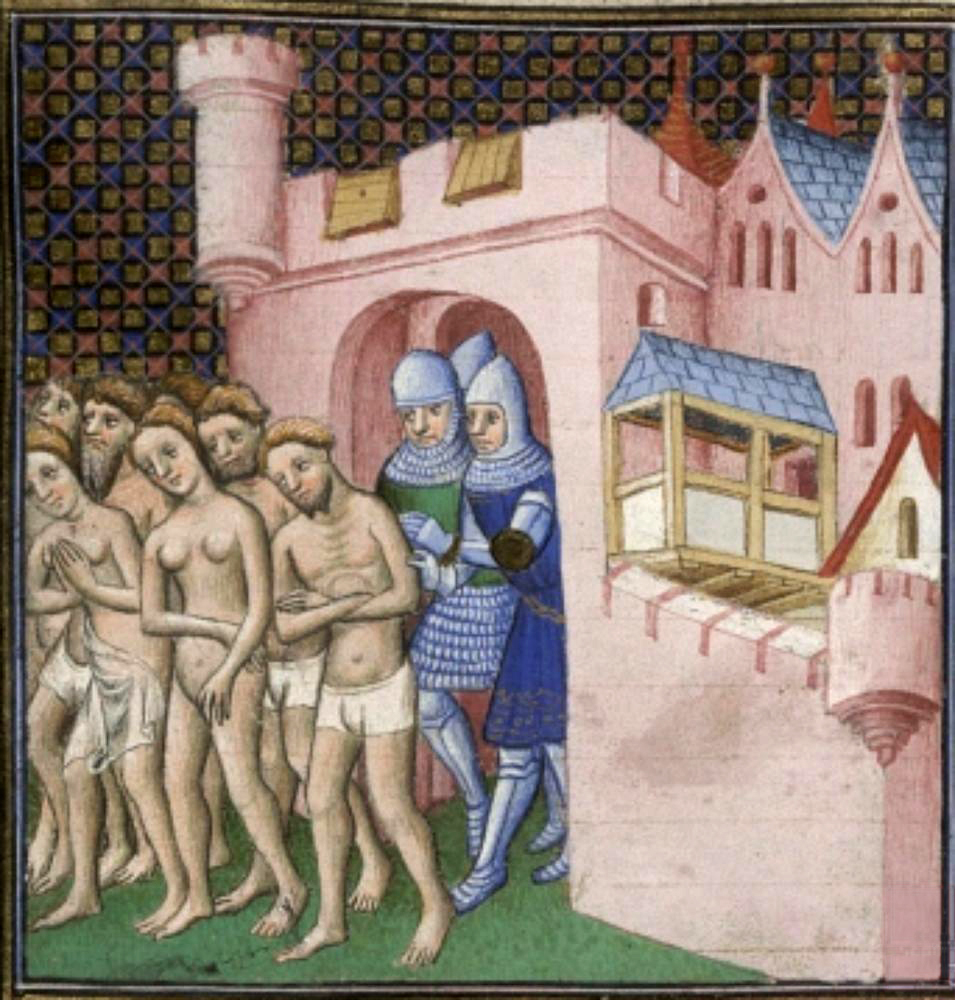
Tijdens de Albigenzische Kruistocht worden de Katharen de stad Carcassone uitgezet

- 1202 : De Orde van de Zwaardbroeders wordt gesticht met de bedoeling de Baltische staten te kerstenen.
- 1209 : Albigenzische Kruistocht. Als de pauselijk legaat Pierre de Castelnau wordt vermoord, roept paus Innocentius III een kruistocht uit tegen de katharen, die worden beschermd door Raymond VI van Toulouse.
- 1209 : Bloedbad van Béziers. De kruisvaarders veroveren Béziers, en richten een bloedbad aan (Bloedbad van Béziers) onder zowel de kathaarse als de katholieke inwoners. Ook Carcassonne wordt veroverd.
- 1209 : Franciscus van Assisi trekt met zijn eerste elf broeders naar Rome om bij de paus goedkeuring te vragen om de Franciscaner orde te stichten.

### Europa
- De Vierde Kruistocht brengt grote schade toe aan het Byzantijnse Rijk. Hierdoor kunnen Venetië en Genua hun handelsnetwerk verder uitbreiden.
- 1201 : De Engelse koning Jan zonder Land weigert om aan het Franse hof leenhulde te komen brengen, als graaf van Poitou.
- 1202 : De Franse koning Filips II Augustus valt het hertogdom Normandië binnen en krijgt daarbij steun van Arthur I van Bretagne, neef van de Engelse koning.
- 1203 : Arthur van Bretagne wordt gevangengenomen en vermoord.
- 1204 : Beleg van Gaillard. Engeland verliest Normandië.
- 1205 : Anjou, Maine en Touraine gaan ook verloren, slechts de zuidelijke Poitou en Guyenne blijven in Engelse handen.
- Er woedt een burgeroorlog in het Heilige Roomse Rijk: Otto IV en Filips van Zwaben, de broer van Hendrik VI, bestrijden elkaar tussen 1198 en 1208 om de keizerskroon. Uiteindelijk wordt Otto IV de nieuwe Roomskeizer.

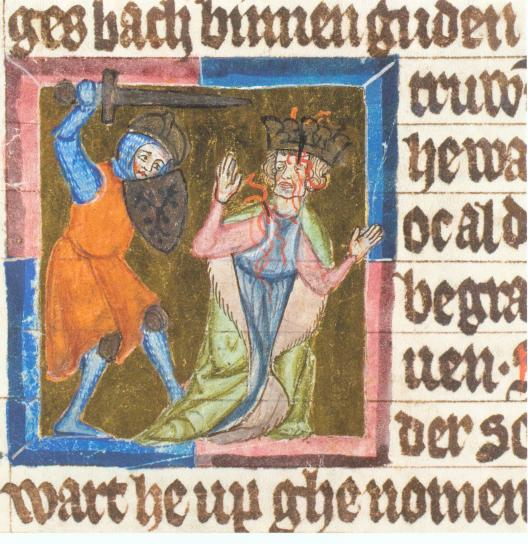
Moord op Filips van Zwaben

### Lage Landen
- 1203 : Loonse Oorlog. Na de dood van Dirk VII van Holland wordt hij opgevolgd door zijn dochter Ada. Dirks broer Willem erkent haar niet, en claimt zelf het graafschap. Tussen 1203 en 1206 strijden Willem en Ada's echtgenoot Lodewijk II van Loon om het graafschap, die eindigt met het Verdrag van Brugge en de overwinning van Willem.
- 1204 : Maria van Champagne, vrouw van graaf Boudewijn IX van Vlaanderen, die op kruistocht is vertrokken, sterft. De broer van Boudewijn, Filips I van Namen wordt ruwaard.
- 1205 : Boudewijn verdwijnt onder geheimzinnige omstandigheden als hij als keizer van Constantinopel een veldtocht tegen de Bulgaren onderneemt (zie hierboven).
- 1208 : Zijn oudste dochter Johanna wordt door koning Filips II August van Frankrijk naar Parijs overgebracht. Het is voor de ambitieuze vorst immers van groot belang dat deze erfdochter onder zijn controle wordt grootgebracht.

### Centraal Azië
- 1206 : Muhammad Ghowri, sultan van de Ghowriden, wordt vermoord, het rijk valt uiteen. Het westen komt in handen van de Chorasmiden, het oosten in het sultanaat Delhi onder Qutbuddin Aibak.
- 1206 : Temüjin, beter bekend onder de naam Dzjengis groot-khan, verenigt een groot aantal Mongoolse stammen onder zijn leiding.
- 1209 : Dzjengis Khan verslaat hij de Westelijke Xia in Noord-China.

### Cultuur
- Wolfram von Eschenbach schrijft Parzival.

## Cultuur
- Het episch verhaal Parzival wordt geschreven door Wolfram von Eschenbach tussen ca. 1200 en 1210, ten dele naar Chrétien de Troyes' onvoltooide Perceval ou le Conte du Graal.

## Kunst en cultuur
- De opsmuk van de Basiliek van San Marco (Venetië), na de plundering van Constantinopel.

## Wetenschap
- 1202 - De Italiaanse wiskundige Leonardo van Pisa publiceert over algebra en de Arabische cijfers inclusief het getal nul. Dit is voor het eerst dat het getal nul in Europa wordt gebruikt.

<< · 1200 · 1201 · 1202 · 1203 · 1204 · 1205 · 1206 · 1207 · 1208 · 1209 · >>
<< · 1200-1209 · 1210-1219 · 1220-1229 · 1230-1239 · 1240-1249 · 1250-1259 · 1260-1269 · 1270-1279 · 1280-1289 · 1290-1299 · >>